# 努米底亞獸科
努米底亞獸科為長鼻目下已滅絕的一科，生存於古新世晚期至漸新世早期的北非。

## 發現史
生存於始新世早期的道維獸屬及磷灰獸屬，其化石（主要為牙齒）發現於摩洛哥的烏勒德-阿卜杜盆地。努米底亞獸屬則於阿爾及利亞南部及利比亞發現了近乎完整的骨骼化石，地層年代同樣屬於早始新世。

## 描述

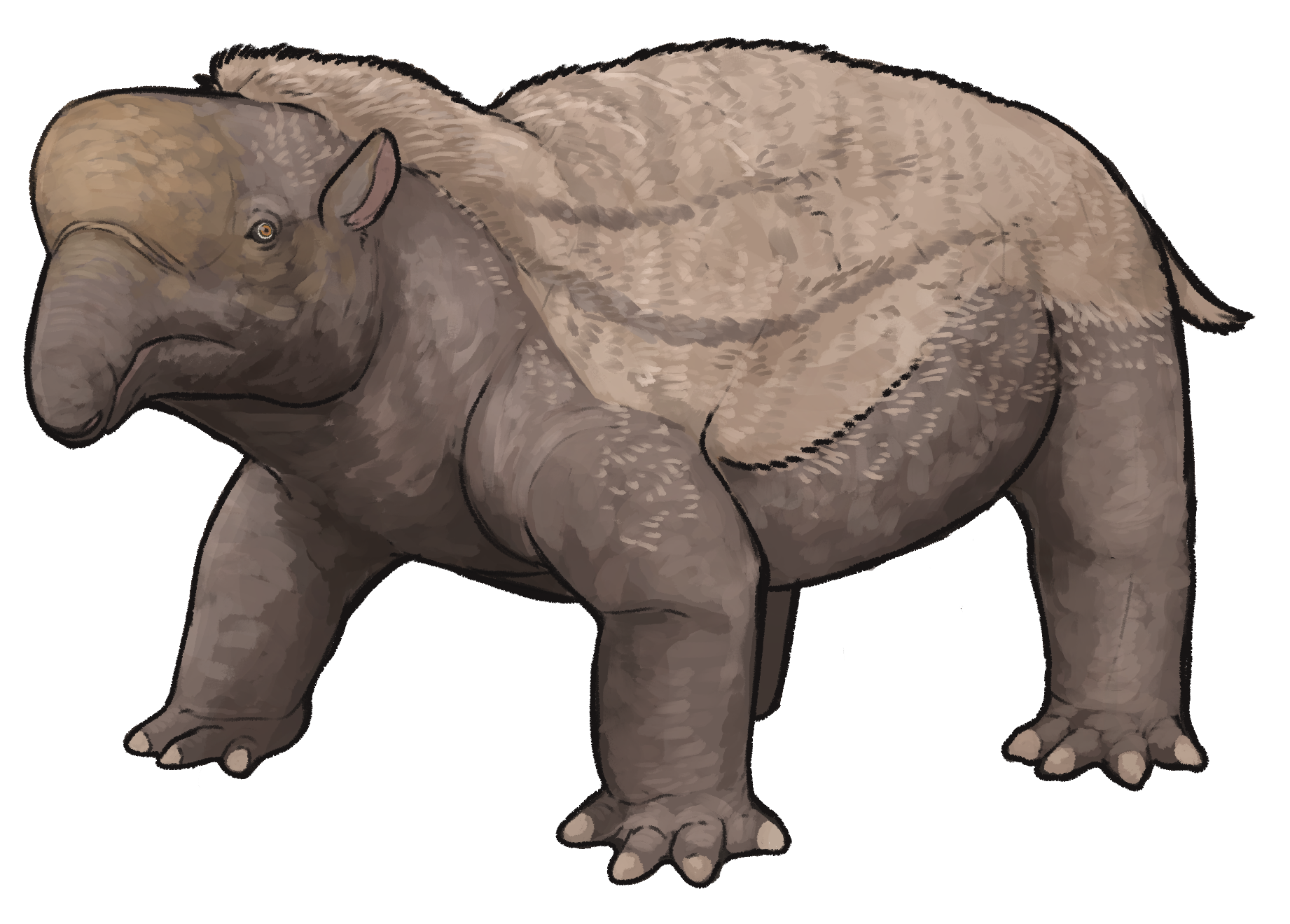
努米底亞獸屬復原圖

相較於現存象，努米底亞獸科物種的體型非常小,例如磷灰獸屬的肩高僅有30（12英寸）、體重約為17（37英磅）；而體型較大的努米底亞獸屬肩高可達90—100（35—39英寸）、體重則可達250—300（550—660英磅）。努米底亞獸科被認為不屬於現存象的直系祖先，而是長鼻目一個早期分歧的演化支。

## 古生態學
努米底亞獸科物種的生態位類似於現存的貘或始祖象屬，在濕地中以柔軟的水生植物為食。